# Lidia (nome)
Lidia  è un nome proprio di persona italiano femminile.

## Varianti
- Femminili: Lydia[3][4], Ljdia[3], Lidya[3], Lida[3][4], Lyda[3], Lide[3][4]
- Maschili: Lidio[3][4], Lido[3][4]

### Varianti in altre lingue
- Amarico: ሊዲያ (Lidiya)
- Antico slavo ecclesiastico: Лѷдіа (Lydia)[2]
- Bielorusso: Лідзія (Lidzija)[2]
- Bulgaro: Лидия (Lidija)[2]
- Catalano: Lídia[2][6], Lida[6]
- Ceco: Lýdie[2], Lydie[2]
- Croato: Lidija[2]
- Faroese: Lýdia[2]
- Finlandese: Lyydia[2]
  - Alterati: Lyyti[2]
- Francese: Lydie[2][7]
- Greco antico: Λυδία (Lydia)[1][2][3]
  - Maschili: Λυδιος (Lydios)[3]
- Inglese: Lydia[2][7], Lyda[2]
  - Alterati: Liddy[2]
- Latino: Lydia[1][2][3][6], Lyda[3]
  - Maschili: Lydius[3], Lydus[3]
- Macedone: Лидија (Lidija)[2]
- Norvegese: Lydia
- Polacco: Lidia[2]
  - Alterati: Lidka[2]
- Portoghese: Lídia[2]
- Rumeno: Lidia[2]
- Russo: Лидия (Lidija)[2]
  - Alterati: Лидочка (Lidočka)[2]
- Serbo: Лидија (Lidija)[2]
- Slovacco: Lýdia[2]
- Sloveno: Lidija[2]
- Spagnolo: Lidia[2][6], Lida[6]
- Svedese: Lydia
- Tedesco: Lydia[2]
- Ungherese: Lídia[2]
  - Alterati: Lilla[2]

## Origine e diffusione

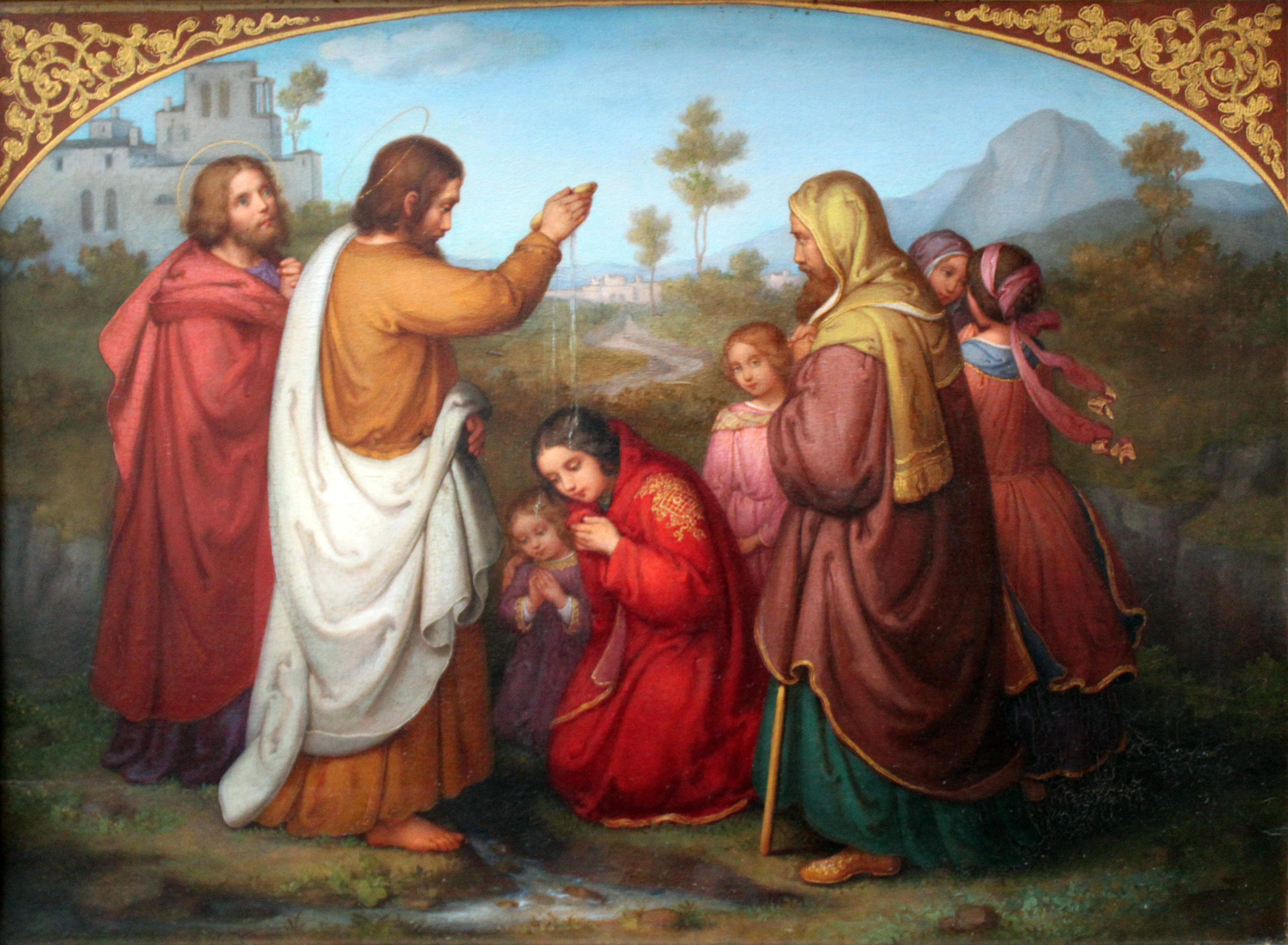
Il battesimo di Lidia, di Marie Ellenrieder

Deriva dall'antico nome greco Λυδία (Lydia), che significa "abitante della Lidia" (una regione dell'Asia Minore); in qualche caso, può anche essere una diretta ripresa del toponimo. Il nome greco aveva l'accento sulla seconda i, ma si spostò alla prima sillaba già nel latino Lýdia.
Si tratta di un nome attestato già in epoca pre-cristiana, uno di quegli etnici molto diffusi (ma non esclusivamente) tra le etere, le liberte e le schiave; donne così chiamate appaiono sia nelle opere di Orazio, sia negli Epigrammi di Marziale, che hanno aiutato la diffusione del nome. Esso è anche in parte di matrice biblica, dato che venne portato da Lidia, una commerciante di Tiatira convertita da san Paolo e citata negli Atti degli Apostoli (16,11-15).
In Italia è diffuso ovunque, ma con meno frequenza nel Sud, mentre le varianti "Lida" e "Lido" sono proprie della Toscana; in inglese, nella forma Lydia, è in uso a partire dalla riforma protestante.

## Onomastico
L'onomastico si festeggia solitamente il 20 maggio (su alcuni calendari il 3 agosto) in ricordo di santa Lidia, la donna di Tiatira citata nel Nuovo Testamento. Con questo nome si ricorda anche un'altra santa Lidia, martire in Illiria sotto Adriano assieme al marito Fileto e i figli, festeggiata il 26 o il 27 marzo.

## Persone

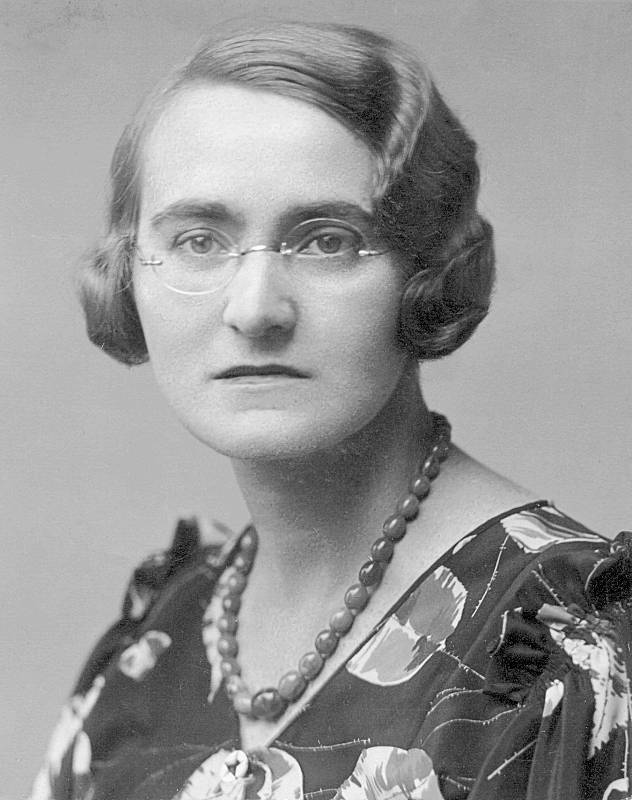
Lidia Zamenhof

- Lidia Bastianich, cuoca, scrittrice e personaggio televisivo italiana naturalizzata statunitense
- Lidia Beccaria Rolfi, scrittrice italiana
- Lidia Gorlin, cestista italiana
- Lidia Gueiler Tejada, politica boliviana
- Lidia Kopania, cantante polacca
- Lidia Martorana, cantante italiana
- Lidia Menapace, partigiana, politica e saggista italiana
- Lidia Pasqualini, personaggio televisivo italiano
- Lidia Quaranta, attrice italiana
- Lidia Ravera, scrittrice e giornalista italiana
- Lidia Schillaci, cantante italiana
- Lidia Zamenhof, esperantista e traduttrice polacca

### Variante Lidija
- Lidija Čukovskaja, scrittrice e poetessa russa
- Lidija Jusupova, attivista russa
- Lidija Litvjak, aviatrice sovietica
- Lidija Lopuchova, ballerina russa naturalizzata britannica
- Lidija Sejfullina, scrittrice sovietica

### Variante Lydia
- Lydia Alfonsi, attrice italiana

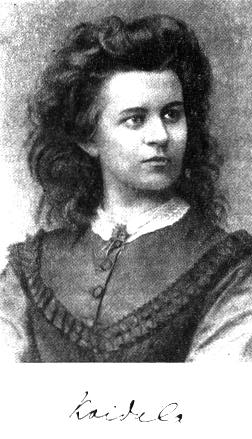
Lydia Koidula

- Lydia Biondi, attrice, mima, danzatrice, coreografa e insegnante di recitazione italiana
- Lydia Cacho, giornalista, scrittrice e attivista messicana
- Lydia Child, scrittrice statunitense
- Lydia Johnson, danzatrice, cantante e attrice russa
- Lydia Koidula, poetessa estone
- Lydia Lunch, cantante, poetessa e scrittrice statunitense
- Lydia Mancinelli, attrice italiana
- Lydia Oulmou, pallavolista algerina
- Lydia Simoneschi, attrice e doppiatrice italiana

### Altre varianti femminili
- Lída Baarová, attrice ceca
- Lyda Borelli, attrice italiana
- Lida Ferro, attrice italiana

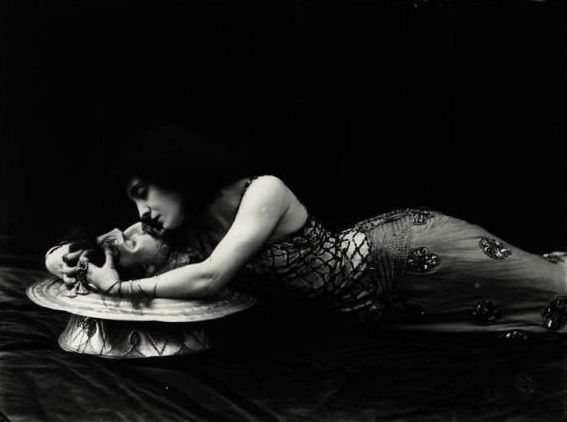
Lyda Borelli

- Lida Gustava Heymann, femminista tedesca
- Lídia Jorge, scrittrice portoghese

### Variante maschile Lidio
- Lidio Ajmone, pittore italiano
- Lidio Ettorre, anarchico italiano
- Lidio Maietti, calciatore italiano
- Lidio Stefanini, calciatore italiano

## Il nome nelle arti
- Lidia è il nome della spregiudicata e perversa protagonista adulterina di una commedia elegiaca francese del XII secolo, Comoedia Lydia, opera, forse, di Arnolfo di Orléans.
- Lydia Bennet è un personaggio del romanzo di Jane Austen Orgoglio e pregiudizio
- Lydia Martin è un personaggio della serie televisiva Teen Wolf.